# Amel Hammiche
Amel Hammiche (arab. آمال حميش ;ur. 2 listopada 1999) – algierska zapaśniczka walcząca w stylu wolnym. Zajęła siódme miejsce na igrzyskach afrykańskich w 2019. Wicemistrzyni Afryki w 2020. Srebrna medalistka mistrzostw śródziemnomorskich w 2018. Mistrzyni Afryki kadetów w 2016. Mistrzyni Afryki juniorów w 2016; druga w 2018 i 2019 roku.